# Heroic bloodshed
Heroic Bloodshed è un genere d'azione cinematografico originario di Hong Kong, la cui trama utilizza numerose sequenze d'azione e temi drammatici, quali la fratellanza, il dovere, l'onore, la redenzione e la violenza. 
Il termine "spargimento di sangue eroico" fu coniato alla fine degli anni 80, da Rick Baker, redattore nella rivista Eastern Heroes, con particolare riferimento agli stili dei registi John Woo e Ringo Lam. Baker definì il genere come "Film d'azione di Hong Kong con abbondante uso di pistole e gangster, piuttosto che di kung fu. Molto sangue. Molta azione." 
Il film di John Woo, A Better Tomorrow è considerata la pellicola iniziatrice del genere, genere che deve la sua popolarità soprattutto a questo regista, sia grazie alla continua evoluzione delle sue opere successive, quali, Hard Boiled, A Better Tomorrow II, e The Killer, che delle opere di altri registi.

## Caratteristiche
Protagonisti di questi film sono spesso criminali in via di redenzione, di solito membri della Triade, sicari, o ladri, con un rigido codice etico, che in alcuni casi portano a tradire la loro organizzazione criminale, e a salvare molte vittime. La lealtà, la famiglia e la fratellanza sono i contenuti più emblematici del genere.
Questi personaggi utilizzano frequentemente, pistole e mitra. Estremamente agili, mentre combattono si esibiscono in rotolate, tuffi, scivolate e cadute. Questi film spesso terminano con un finale tragico nei confronti dei protagonisti, come la morte, l'arresto della polizia, o rimangono gravemente disabili.

## Americanizzazione
I motivi del genere Heroic Bloodshed hanno trovato una loro nicchia anche nel cinema di Hollywood. Il regista John Woo si è confermato così innovatore di tendenza, quando ha iniziato a dirigere film d'azione hollywoodiani come Face/Off - Due facce di un assassino.